# Norrala landsfiskalsdistrikt
Norrala landsfiskalsdistrikt var 1918–1964 ett landsfiskalsdistrikt i Gävleborgs län, bildat när Sveriges indelning i landsfiskalsdistrikt trädde i kraft den 1 januari 1918, enligt beslut den 7 september 1917. Den 1 januari 1965 avskaffades i Sverige samtliga landsfiskaler och landsfiskalsdistrikt, och deras arbetsuppgifter delades upp på de nyskapade indelningarna polisdistrikt, åklagardistrikt och kronofogdedistrikt.
Landsfiskalsdistriktet låg under länsstyrelsen i Gävleborgs län, och landsfiskalen var ursprungligen baserad i Norrala och senast från 1942 i Söderhamn.

## Ingående områden
Distriktet bestod ursprungligen av kommunerna Norrala och Trönö. När Sveriges nya indelning i landsfiskalsdistrikt trädde i kraft den 1 oktober 1941 (enligt kungörelsen den 28 juni 1941) tillfördes Söderala församling i Söderala landskommun från det upplösta Söderala landsfiskalsdistrikt och kommunerna Mo och Rengsjö från det upplösta Mo landsfiskalsdistrikt. Den 1 januari 1947 (enligt beslut den 4 oktober 1946) beslutade regeringen att hela Söderala landskommun skulle ingå i Skogs landsfiskalsdistrikt, som samtidigt fick namnet Söderala landsfiskalsdistrikt, och Söderala församling överfördes då till det landsfiskalsdistriktet. När Sveriges nya indelning i landsfiskalsdistrikt trädde i kraft den 1 januari 1952 (enligt kungörelsen 1 juni 1951) införlivades det upplösta Enångers landsfiskalsdistrikt med dess ingående kommuner Enånger, Nianfors och Njutånger, och samtidigt införlivades Nianfors kommun i Njutånger kommun samt Trönö kommun i Norrala kommun genom kommunreformen som trädde i kraft samma datum. Mo landskommun införlivades i Söderala landskommun och dess område överfördes därmed till Söderala landsfiskalsdistrikt. Den 1 januari 1963 sammanslogs kommunerna Enånger och Njutånger för att bilda den nya Iggesunds landskommun, utan att det medförde någon ändring för landsfiskalsdistriktets omfattning. 

### Från 1918
- Norrala landskommun
- Trönö landskommun

### Från 1 oktober 1941
- Mo landskommun
- Norrala landskommun
- Rengsjö landskommun
- Söderala församling i Söderala landskommun
- Trönö landskommun

### Från 1947
- Mo landskommun
- Norrala landskommun
- Rengsjö landskommun
- Trönö landskommun

### Från 1952
- Enångers landskommun
- Njutångers landskommun
- Norrala landskommun
- Rengsjö landskommun

### Från 1 januari 1963
- Iggesunds landskommun
- Norrala landskommun
- Rengsjö landskommun

## Landsfiskaler
- 1917-tidigast 1927: Erik Arvid Hagstedt, född 1863.[3][11][12][12]
- 1927-tidigast 1947: John Daniel Nordlander, född 1886 (tf 1927, landsfiskal i Norrbo landsfiskalsdistrikt 1921-1927; ordinarie 1932).[12][4][5][13][14][6]
- 1949-tidigast 1950: Eric Forsberg, född 1905.